# Krimūnas
Krimūnas är en ort i Lettland.   Den ligger i kommunen Dobeles Rajons, i den västra delen av landet, 60 km sydväst om huvudstaden Riga. Krimūnas ligger 23 meter över havet och antalet invånare är 500.
Terrängen runt Krimūnas är platt, och sluttar österut. Runt Krimūnas är det glesbefolkat, med 17 invånare per kvadratkilometer. Närmaste större samhälle är Dobele, 8,4 km nordväst om Krimūnas. Trakten runt Krimūnas består till största delen av jordbruksmark.